# Banco de la Vivienda del Perú
El Banco de la Vivienda del Perú, conocido también por su abreviación Banvip, fue un banco estatal peruano fundado el 20 de noviembre de 1962. Tuvo como objetivo principal la financiación de viviendas a nivel nacional. Mantuvo sus operaciones hasta su disolución el 6 de mayo de 1992.

## Historia
El Banco de la Vivienda del Perú fue creado mediante el Decreto Ley N° 14241 del 20 de noviembre de 1962 emitida por la Junta Militar de Gobierno, liderada por Ricardo Pérez Godoy, con el objetivo de resolver el problema de la escasez de vivienda en el país e impulsar proyectos de vivienda de bajo costo, promover la inversión de capitales públicos y privados, nacionales y extranjeros para la política nacional de vivienda, actuar como organismo central de las Mutuales de Vivienda y apoyar el desarrollo de la industria de la construcción. El Banco de la Vivienda del Perú estuvo sujeto al control y supervigilancia de la Superintendencia de Bancos.
El 30 de junio de 1979, durante el gobierno de Francisco Morales Bermúdez se creó en el Banco de la Vivienda del Perú el Fondo Nacional de Vivienda (FONAVI). El Banco de la Vivienda del Perú se encargó de realizar las siguientes operaciones:
- Financiar con los recursos del FONAVI la ejecución de programas para la construcción de viviendas.
- Contraer obligaciones de crédito, emitir y colocar bonos.
- Celebrar contratos de alquiler o de venta a plazos de las viviendas financiadas con los recursos del FONAVI, por intermedio de la Empresa de Administración de Inmuebles del Perú - EMADI PERÚ (posteriormente la Empresa Nacional de Edificaciones).
- Vender o alquilar locales comerciales y de servicios complementarios.

### Disolución
El 6 de mayo de 1992, el gobierno del presidente Alberto Fujimori junto con la aprobación del Consejo de Ministros del Perú declararon al Banco de la Vivienda del Perú en estado de disolución mediante el Decreto Ley N° 25478, junto con los Bancos Estatales de Fomento Agrario, Industrial y Minero, para la liquidación definitiva de sus bienes y negocios.